# Delilah gilvicornis
Delilah gilvicornis là một loài bọ cánh cứng trong họ Cerambycidae.